# 夫西地烷
夫西地烷（英語：Fusidane，或29-去甲原萜烷，29-norprotostane） 是一种饱和四环三萜化合物，其衍生物分布广泛，如抗生素夫西地酸。

夫西地酸的结构